# Nahemah
NahemaH var ett spanskt progressive death metal-band, startat runt år 1997 i Alicante. De tog sitt namn från Naamah, en av prostitutionens änglar enligt Zohar. Två år senare kom bandets första EP kallad Edens in Comunion. År 2001, släppte bandet sitt debutalbum, kallad Chrysalis, på skivbolaget Iberian Moon. År 2003 spelade bandet ihop med Moonspell och Alastis. Samma år spelade bandet in en EP kallad The Last Human, som aldrig blev släppt på grund av problem mellan medlemmarna. Mellan år 2003 och 2005, spelade bandet in sitt andra album, kallad The Second Philosophy, som släpptes 2007, på skivbolaget Lifeforce Records. Deras tredje album heter A New Constellation och blev släppt år 2009 via samma skivbolag som den förra. NahemaHs musik blandar musikstilar som symfonisk black metal, death metal, doom metal och gothic metal med progressiva drag.
Bandet splittrades 2012.

## Medlemmar
Senaste medlemmar
- Paco Porcel – basgitarr (?–2012)
- Enrique Pérez "Fabique" – trummor (?–2012)
- Roberto Marco – gitarr (?–2012)
- Miguel Palazón – gitarr (?–2012)
- Javier Fernández – keyboard (?–2012)
- Pablo Egido – sång (?–2012)

Tidigare medlemmar
- Henry Saiz – basgitarr
- Luis Martínez – trummor
- José Diego – trummor
- Helios García – trummor
- José Carlos Marhuenda – gitarr
- Daniel Gil – gitarr
- Quino Jiménez – trummor

Bidragande musiker (studio)
- Ana – sång (2001)
- Javier Fernández "Nexusseis" – keyboard (2007, 2009), synthesizer, programmering (2009)
- Borja Rubio – saxofon (2007, 2009)
- Riina Autio, Daniel Gil – sång (2009)

## Diskografi
EP
- Edens in Comunion – 1999 (självutgiven)
- The Last Human – 2003 (outgiven)

Studioalbum
- Chrysalis – 2001
- The Second Philosophy – 2007
- A New Constellation – 2009